# Ledenice (Novi Vinodolski)
Ledenice falu Horvátországban, Tengermellék-Hegyvidék megyében. Közigazgatásilag Novi Vinodolskihoz tartozik.

## Fekvése
A horvát tengerpart északi részének közepén, Novi Vinodolskitól 6 km-re északkeletre, a tengerparttól 5 km-re a hegyek között fekszik.

## Története
Ledenice első írásos említése 1248-ban történt. Vára a Vinodol keleti részének stratégiai fontosságú helyén a falu feletti magaslaton állt. II. András magyar király 1223-ban kelt adománylevelében érdemiért Frangepán II. Vidnek adományozta egész Vinodolt, így a mai Ledenice vidékét is. A Frangepánok alatt Ledenice vára a Vinodol egyik fontos közigazgatási központja volt. A család hűbéri viszonyainak megszilárdítására 1288. január 6-án Noviba hívták össze a völgy tíz közigazgatási egységének képviselőit, hogy megalkossák a Vinodol életét szabályzó törvényi előírásokat. Írásba fektették a régi közösségi élet szabályait, melyeket új előírásokkal egészítettek ki, egyúttal szabályozták a hűbéri viszonyokat és a hűbérúr iránti kötelezettségeket. Ezeknek a normáknak az összessége a horvát nyelven íródott "Vinodoli törvénykönyv" egyúttal az egyik legrégibb horvát nyelvemlék. Ledenicét ezen a gyűlésen Ratko és Radoslav papok, valamint Dobriša Ledenica várának kapitánya képviselte. A török 1522-ben és 1539-ben is betört Ledenicéig, mely a Frangepánok itteni birtokvesztését jelentette. 1563-ban Ledenice a katonai határőrvidék részeként a zenggi kapitányok igazgatása alá került. Közben egyre nagyobb méreteket öltött az uszkók probléma. Az uszkókok eredményes kalóztámadásokat hajtottak végre a török hajók ellen, azonban a török előrenyomulás következtében Klissza vidékéről egyre északabbra, Zengg környékére szorultak. A Zrínyiek és a Frangepánok nem akartak fellépni ellenük, de amikor már a velencei és osztrák hajókat is fosztogatták egyre kényelmetlenebbé váltak a számukra. Végül Velence elégelte meg először a tétlenséget. Az uszkókok elleni hadjáratuk során 1600-ban lerombolták Ledenice várát is és a harcok ezután is tovább folytatódtak. Az 1617-es madridi béke súlyos döntést hozott az uszkókok ügyében amikor hajóik elégetéséről és a tengermellékről történő kitelepítésükről határozott.
Ledenice település jelentősége csak azután nőtt meg, miután a 17. században a török elől Lika vidékéről számos család menekült ide. A családok férfi tagjai a határőrvidéken végzett katonai szolgálatuk fejében földet kaptak itt. Ilyen letelepített családok voltak a Mataija, Frković, Buneta, Komadina, Butković, Uremović, Stilin, Smolčić, Pemper, Draginić családok és mások. A legnagyobb településrészre Poljéra 1827-ben felépítették a Kármelhegyi Boldogasszony tiszteletére szentelt plébániatemplomot. Az alapiskola 1868-ban nyílt meg Poljén az egykori katonai parancsnokság épületében. Amikor 1874-ben Derašnicától nyugatra új út épült elveszítette korábbi gazdasági jelentőségét, amelyet még a Frangepánok uralma alatt élvezett. Lakói ugyanis egykor fuvarozásból és más erdei munkákból éltek. Emellett földet műveltek és állatokat tartottak. Idővel megélhetés sokan elköltöztek a lakosság száma visszaesett.
1857-ben 537, 1910-ben 695 lakosa volt. 1920-ig Modrus-Fiume vármegye Novi járásához tartozott. A falunak 2011-ben 170 lakosa volt.

## Lakosság

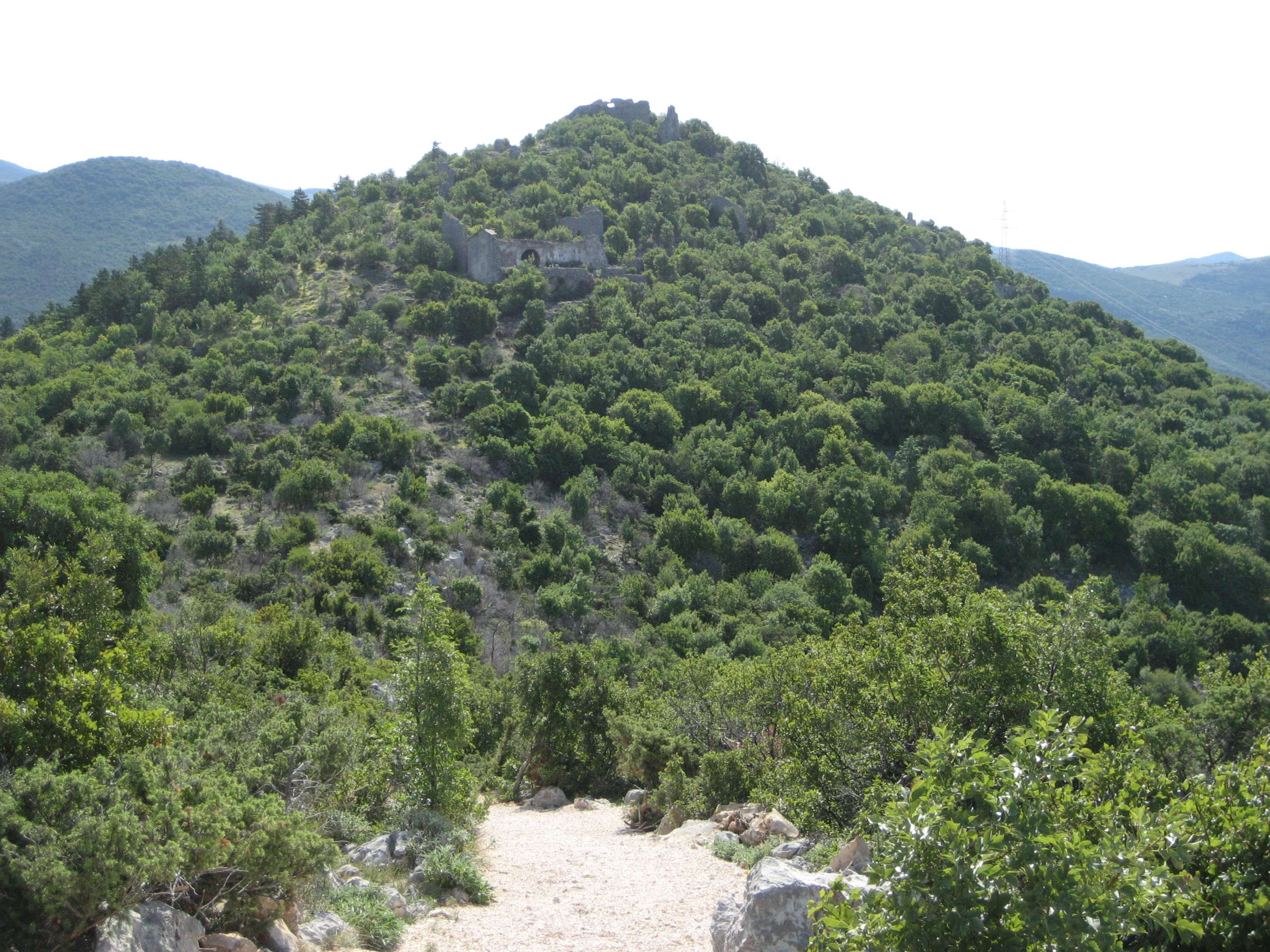
Ledenice várának romjai

| Lakosság változása | Lakosság változása | Lakosság változása | Lakosság változása | Lakosság változása | Lakosság változása | Lakosság változása | Lakosság változása | Lakosság változása | Lakosság változása | Lakosság változása | Lakosság változása | Lakosság változása | Lakosság változása | Lakosság változása | Lakosság változása |
| ------------------ | ------------------ | ------------------ | ------------------ | ------------------ | ------------------ | ------------------ | ------------------ | ------------------ | ------------------ | ------------------ | ------------------ | ------------------ | ------------------ | ------------------ | ------------------ |
| 1857               | 1869               | 1880               | 1890               | 1900               | 1910               | 1921               | 1931               | 1948               | 1953               | 1961               | 1971               | 1981               | 1991               | 2001               | 2011               |
| 537                | 1474               | 605                | 658                | 723                | 695                | 631                | 568                | 468                | 449                | 379                | 317                | 214                | 181                | 172                | 170                |

## Nevezetességei
- A település feletti 376 méter magas hegyen állnak Ledenice várának romjai.[5] A nép által Gradinának nevezett várat valószínűleg a Frangepánok építették a 13. század első felében. Első említése 1248-ban történt és stratégiai helyzeténél fogva fontos szerepet játszott a Vinodol keleti részének védelmében. 1699-ig a török veszély megszűnéséig a határőrvidék védelmét látta el. Ezt követően jelentőségét vesztve sorsára hagyták. Mára a falaknak csak egy része áll a négyszögletes torony és a Szent Istvánnak szentelt egykori vártemplom maradványaival.[2]
- A Kármelhegyi Boldogasszony tiszteletére szentel plébániatemploma 1827-ben épült, 1909-ben V. Rauscher tervei szerint építették át. Értékes berendezési tárgyai a 17. századi barokk oltár és a 15. századi szentségtartó, mely még a Szent István vártemplomból származik. Itt őrzik még Szent Orsolya 14. századi gótikus ereklyetartóját.
- Vastag falakkal körülvett régi temető közepén a 18. századi Szent György kápolna romjaival.
- A faluban néhány néprajzi értékkel rendelkező lakóház is található.